# Antônio Tormo
Antônio Tormo, (Maipú, Mendoza, 18 de setembro de 1913 – 15 de novembro de 2003) foi um cantor folclórico argentino oriundo da Região de Cuyo, que abrange as Províncias de San Juan, Mendoza e San Luís. Gravou mais de 300 canções, dentre elas alguns tangos e valsas.
Seu pai faleceu de tifo 3 meses antes de seu nascimento, razão pela qual, juntamente com seus três irmãos, foi criado pela mãe e seu tio e padrastro Ramón, irmão de seu pai, que trabalhava nas Bodegas Giol.
Quando tinha 10 anos, a família mudou-se para a Província de San Juan, onde se formou como fabricante de tonéis na Escola de Artes e Ofícios.
Ficou amigo de Diego Manuel Benítez (Manuel Canales), tocador de violão e cantor, com quem formou um dueto. A dupla cantava em reuniões familiares e na LV10 Rádio Cuyo. Depois, fizeram contato com Eusébio Jesús Dojorti (Buenaventura Luna), que lhes convidou para participar de um conjunto que estava formando juntamente com Remberto Narváez, José Castorina (El Zarco Alejo), entre outros. Esse conjunto seria conhecido como: Tropilla de Huachi Pampa.
Após várias apresentações, se dirigiram para Buenos Aires, onde, inicialmente, em setembro de 1937, se apresentaram na Rádio El Mundo. Depois, o conjunto participou do radio-teatro: "El fogón de los arrieros".
Em 1942, Tormo, Narváez e "El Zarco Alejo" deixaram a Tropilla para formar o "Los Arrieros Cantores", que duraria pouco tempo.
No início da carreira solo, atuou, em 1945, na Rádio Aconcágua, de Mendoza.
Em 1947, voltou a Buenos Aires, acompanhado por Tito Francia, Santiago Berti, Aurélio e Martín Ochoa, onde atuou na Rádio Splendid e depois na Rádio Belgrano, e em redutos habituais de música popular.
Em 1949, gravou um disco pela RCA-Victor, com as canções: "Los ejes de mi carreta" e a valsa "Amémonos", que fez grande sucesso.
O sucesso lhe trouxe convites para apresentar-se em outros países como: Colômbia, Chile e Uruguai.
Em 1950, lançou um novo disco com a canção: "El rancho e la Cambicha", que fez grande sucesso.
Em 16 de setembro de 1955, ocorreu a deposição de Juan Domingo Perón e Tormo foi vítima de uma perseguição pelo novo regime que o levou ao ostracismo.
Somente após 1983, com a volta da democracia, voltou a ser reconhecido.
Em 1999, a Câmara de Deputados da Nação o condecorou como "Mayor Notable Argentino" e, depois a Secretaria de Cultura da Nação o reconheceu como: "Personalidade Emérita da Cultura Nacional". 